# X Trianguli
X Trianguli (X Tri / HD 12211 / HIP 9383) es una estrella variable en la constelación del Triangulum.
De magnitud aparente media +9,00, se encuentra a 540 años luz del sistema solar. 
X Trianguli es una estrella binaria con un período orbital de sólo 0,9715 días (23,3 horas). Las dos estrellas, de tipo espectral conjunto A3, están muy próximas entre sí pero no llegan a constituir una binaria de contacto.
La componente principal tiene una temperatura efectiva de 8600 K.
Su luminosidad es 14,5 veces mayor que la del Sol y su radio es un 71% más grande que el radio solar.
También es más masiva que el Sol, con una masa de 2,3 masas solares.
La estrella acompañante tiene una temperatura de 5200 K y brilla con una luminosidad 2,51 veces mayor que la luminosidad solar.
Su radio es casi el doble que el del Sol y su masa es un 20% mayor que la masa solar.
X Trianguli es una binaria eclipsante semejante a Alphecca (α Coronae Borealis) o a ζ Phoenicis.
En el eclipse principal su brillo disminuye 2,72 magnitudes cuando la componente más tenue y grande intercepta la luz de su luminosa compañera, mientras que en el eclipse secundario la disminución de brillo es de sólo 0,52 magnitudes.
Una tercera estrella más alejada completa el sistema estelar. Visualmente la separación respecto a la binaria era de 6,7 segundos de arco en 1952, lo que equivale a una distancia proyectada de más de 1110 UA.